# Barnston-Ouest
Barnston-Ouest es un municipio canadiense situado en la provincia de Quebec.

## Superficie
Barnston-Ouest tiene una superficie de 99,36 km².

## Demografía
En 2021, tenía 546 habitantes, una densidad poblacional de 5,5 hab./km², y 259 viviendas.